# Fran Erjavec
Fran Erjavec [frán erjávec], slovenski naravoslovec, pisatelj in potopisec, * 9. september 1834, Ljubljana, Avstrijsko cesarstvo, † 12. januar 1887, Gorica, Avstro-Ogrska.

## Življenje
Rodil se je 9. septembra 1834 v Ljubljani očetu Mihaelu in materi Elizabeti (rojena Bezlaj). Pri štirih letih mu je umrl oče.  Mati se je poročila z uslužbencem na železniški postaji v Zalogu. Frana in brata Mihaela je vzela s seboj v Zalog, a je kmalu po svoji drugi poroki umrla tudi ona, zato je kasneje zanj in brata skrbela njena sestra, Ana Bezljajeva.
Gimnazijo je začel obiskovati pri trinajstih letih. V drugem razredu je spoznal Ferdinanda Schmidta, ki mu je pomagal pri zbiranju žuželk, urejanju zbirk in mu bral naravoslovne knjige. Tako je v mladem Franu prebudil ljubezen do naravoslovja, ki je trajala vse življenje. V gimnaziji je spoznal Venceslava Brila, Simona Jenka, Valentina Mandelca, Josipa Stritarja, Ivana Tuška, Valentina Zarnika ter dve leti mlajšega Janeza Mencingerja. Leta 1854 so ti zavedni študentje (brez Mencingerja) ustanovili dijaško društvo za vadenje pisateljevanja ter začeli ustvarjati literarni list Vaje, ki je bil pisan na roke. Izšli so trije zvezki, od katerih sta se ohranila samo dva. Literarni list Vaje je bil podlaga Janežičevem Slovenskem glasniku. Leta 1855 je po maturi odšel na Dunaj študirat kemijo in prirodopis. Na Dunaju je postal predsednik slovenskega dijaškega društva. Nastopal je kot zaveden Slovenec in nadaljeval s pisanjem. 
Leta 1859 je opravil izpit za učitelja prirodopisa za višjo realko in izpit za učitelja kemije za nižjo realko. Na realki na Dunaju je poučeval eno leto, nekaj časa je bil prefekt na Terezijanski akademiji. Ker je imel probleme s pridobitvijo službe v Sloveniji, je leta 1860 odšel na Hrvaško, kjer je dobil službo profesorja na zagrebški realki. Enajst let je poučeval prirodopis, zemljepis in nemščino. V teh letih je veliko potoval po Evropi in zbiral naravoslovno ter narodopisno blago. Leta 1871 je bil prestavljen na realko v Gorico. Tu si je ustvaril družino, poročil se je z Marijo Frfilavo; imela sta tri otroke. Družabno življenje v Gorici se nikakor ni moglo enačiti s tem, ki ga je bil vajen v Zagrebu, zato je imel več časa za intenzivno ukvarjanje z naravoslovjem. Podrobno je raziskoval geografijo, geologijo in tudi naravoslovje Krasa, Brd, Julijskih Alp in Furlanske nižine. Leta 1875 je bil imenovan za profesorja na zagrebški univerzi, čemur pa se je odrekel in ostal v Gorici do smrti, do 12. januarja 1887.

## Književna dela
Erjavec je bil naravoslovec, potopisec in pripovednik. Uvrščamo ga v generacijo pripovednikov, ki so v petdesetih letih ustvarili temelje slovenski prozi in pripovedništvu. Izhodišča za pisanje je iskal v znanosti, naravoslovju, opazovanju narave, narodopisju in opisovanju socialnega okolja. 
Jenku se ponekod približuje z orisi posebnežev in osamljenih malih ljudi. V črticah in povestih pogosto sledi romantično zabavni zvrsti proze ali pa poučno vzgojni povesti. S povestmi in črticami, objavljenimi večinoma v Slovenskem glasniku, je vpeljal Erjavec v slovensko slovstvo romantično realistično povest družabno zabavnega tipa, ki so jo nadaljevali pozneje Josip Jurčič, Janko Kersnik, Josip Stritar in Ivan Tavčar. Zlasti v povesti Huzarji na Polici je uporabljal motive vaškega in graščinskega življenja, nesrečnih ljubezni, zapeljivca in tragičnih razpletov. Ni vse zlato, kar se sveti je druga klasična slovenska povest za Levstikovim Martinom Krpanom. 
Prvi prispevki, ki jih je objavljal v Vajah, so bile Črtice iz življenja Schnackschnepperleina, spis Žaba, povest Piskrovezar, najverjetneje pa je tu objavil tudi prvo obliko pripovedi Avguštin Ocepek.

### Naravoslovni spisi živali
- Živali popotnice
- Živalske podobe:
  - Mravlja, 1857
  - Žaba, 1863
  - Rak, 1881 (COBISS)
- Domače in tuje živali v podobah, 1868–1873 (COBISS)
- Naše škodljive živali v podobi in besedi, 1880–1882 (COBISS)

### Potopisni spisi
- Eno noč na Kumu, 1862 (COBISS)
- Gostba v Mazinmu, 1863 (COBISS)
- Na kraški zemlji, 1877 (COBISS)
- Med Savo in Dravo, 1878-1879 (COBISS)

### Satirični in humoristični spisi
- Črtice iz življenja Schnackshnepperleina, 1858 (COBISS)
- Pot iz Ljubljane v Šiško, 1859 (COBISS)
- Kako se je Slinarju z Golovca po svetu godilo, 1859 (COBISS)

### Povesti in črtice
- Avguštin Ocepek, 1860 (COBISS)
- Na stričevem domu, 1860 (COBISS)
- Zamorjeni cvet, 1861 (COBISS)
- Huzarji na Polici, 1863 (COBISS)
- Hudo brezno ali Gozdarjev rejenec, 1864 (COBISS)
- Ni vse zlato, kar se sveti, 1887 (COBISS)